# Streblus banksii
Streblus banksii är en mullbärsväxtart som först beskrevs av Thomas Frederic Cheeseman och som fick sitt nu gällande namn av Colin James Webb.
Streblus banksii ingår i släktet Streblus och familjen mullbärsväxter. Inga underarter finns listade i Catalogue of Life.